# Marianne Timmer

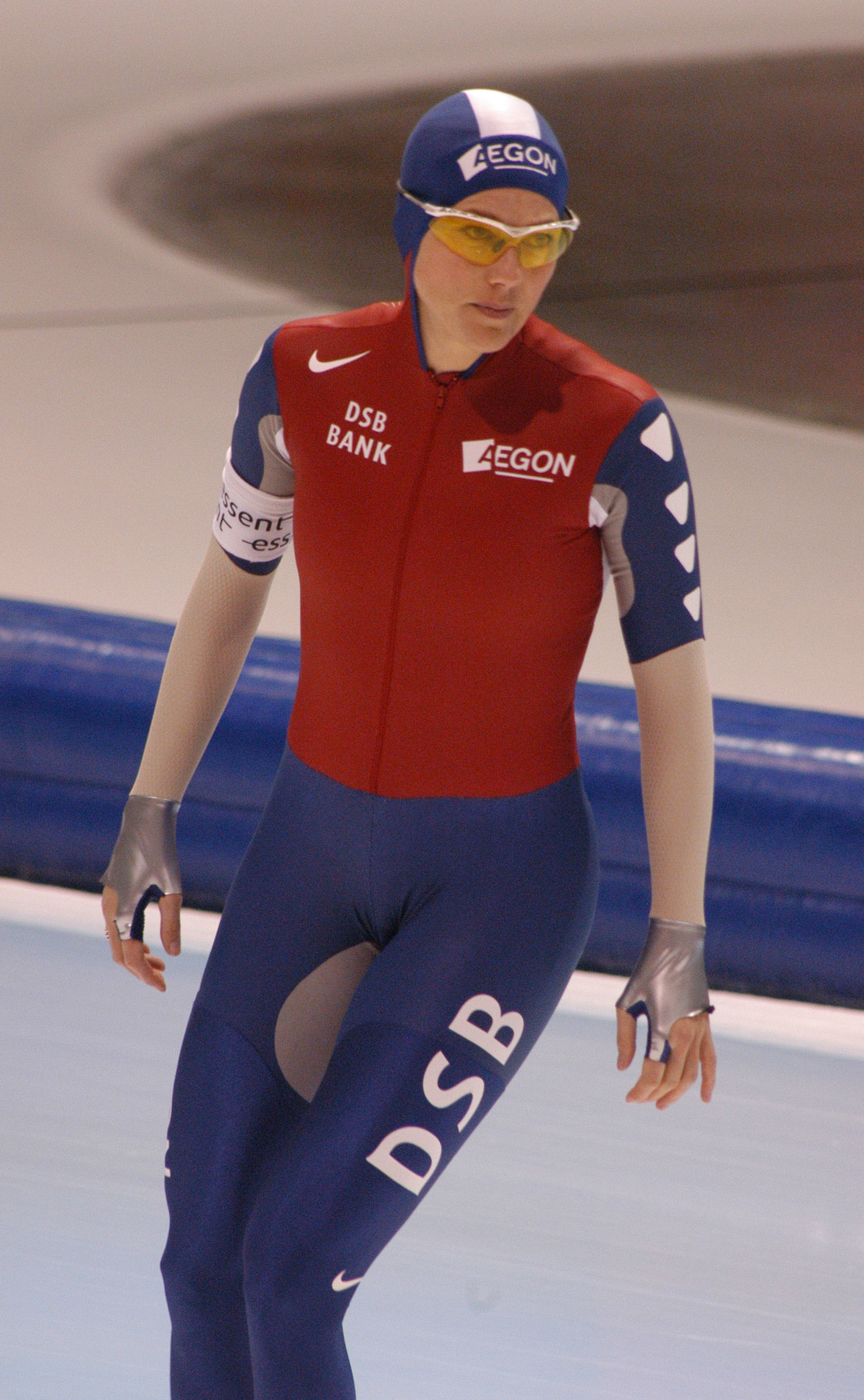
Marianne Timmer (2007)

Maria Aaltje „Marianne“ Timmer (* 3. Oktober 1974 in Sappemeer) ist eine ehemalige niederländische Eisschnellläuferin.
Bei ihrer ersten Teilnahme an Olympischen Spielen 1998 in Nagano wurde sie Doppelolympiasiegerin über 1000 und 1500 m. In Salt Lake City 2002 konnte sie keine Medaille gewinnen. Über 1000 m verpasste sie nur knapp die Bronzemedaille. 2006 in Turin ging Marianne Timmer über 500 und 1000 m an den Start und wurde Olympiasiegerin über 1000 m.
2001 heiratete sie ihren damaligen Trainer, den 1000-m-Olympiasieger von 1976, Peter Mueller, von dem sie sich nach zwei Jahren trennte. Während der Olympischen Winterspiele 2006 in Turin machte ihr der ehemalige Fußballprofi Henk Timmer via TV-Liveschaltung einen Heiratsantrag.
Am 28. Dezember 2010 beendete Timmer ihre sportliche Karriere.

## Erfolge
- 1994 WM-Dritte der Juniorenweltmeisterschaft im Mehrkampf
- 1997 Weltmeisterin über 1000 m, WM-Dritte über 1500 m
- 1998 olympische Goldmedaille über 1000 und 1500 m
- 1999 Weltmeisterin über 1000 m, WM-Dritte über 500 m
- 2000 WM-Dritte bei der Sprintweltmeisterschaft, Vizeweltmeisterin über 1000 m
- 2002 Teilnahme an den Olympischen Winterspielen
- 2004 Weltmeisterin im Sprint, Vizeweltmeisterin über 1000 m
- 2005 WM-Dritte über 1000 m
- 2006 olympische Goldmedaille über 1000 m

## Ehrungen
- Niederländische Sportlerin des Jahres 1998